# Xã Clintonia, Quận DeWitt, Illinois
Xã Clintonia (tiếng Anh: Clintonia Township) là một xã thuộc quận DeWitt, tiểu bang Illinois, Hoa Kỳ. Năm 2010, dân số của xã này là 7.832 người.